# 北海道空中系統

2011年～2015年的商標

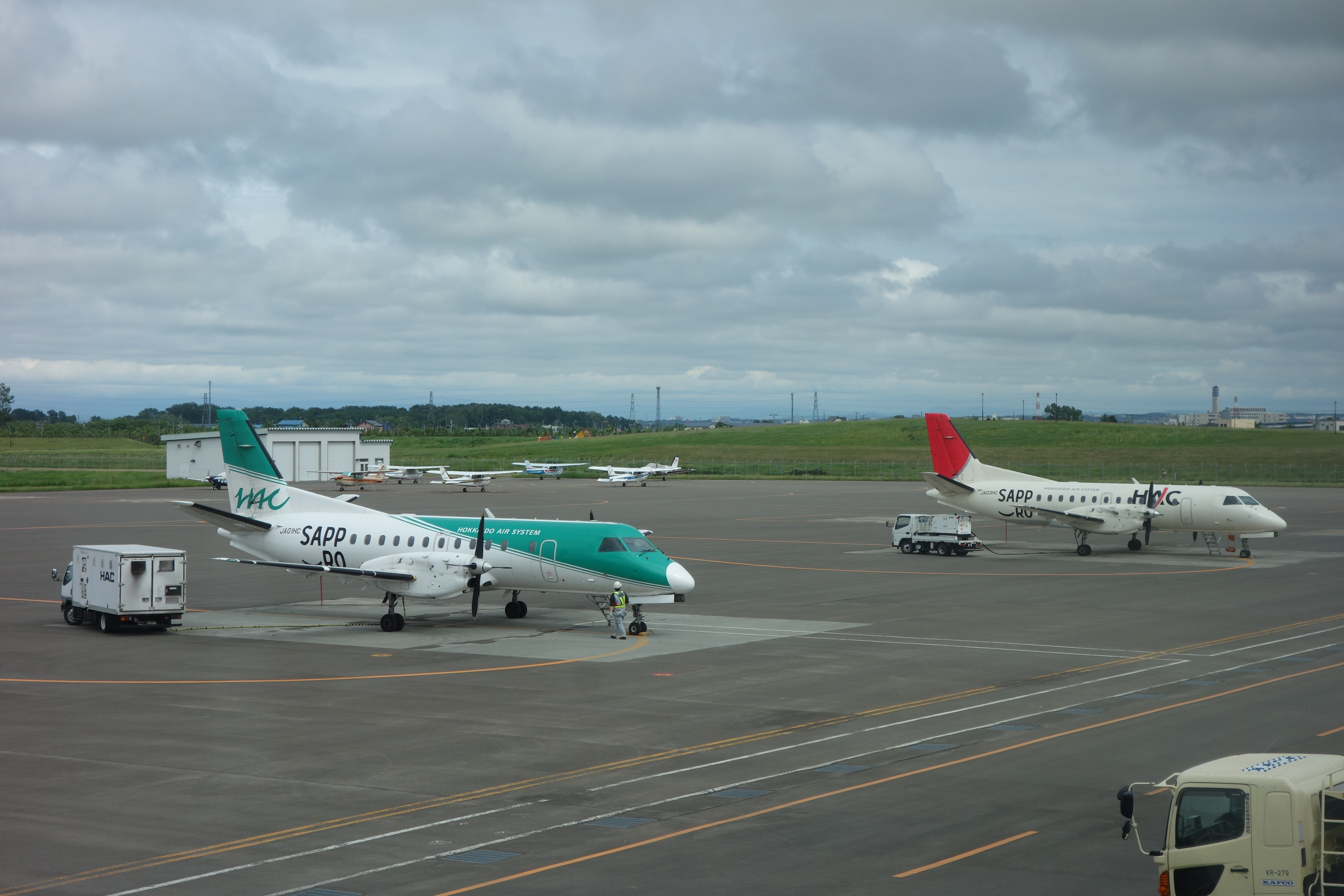
薩博340B-WT，左邊為獨自設計的塗裝，右邊為日本航空的塗裝

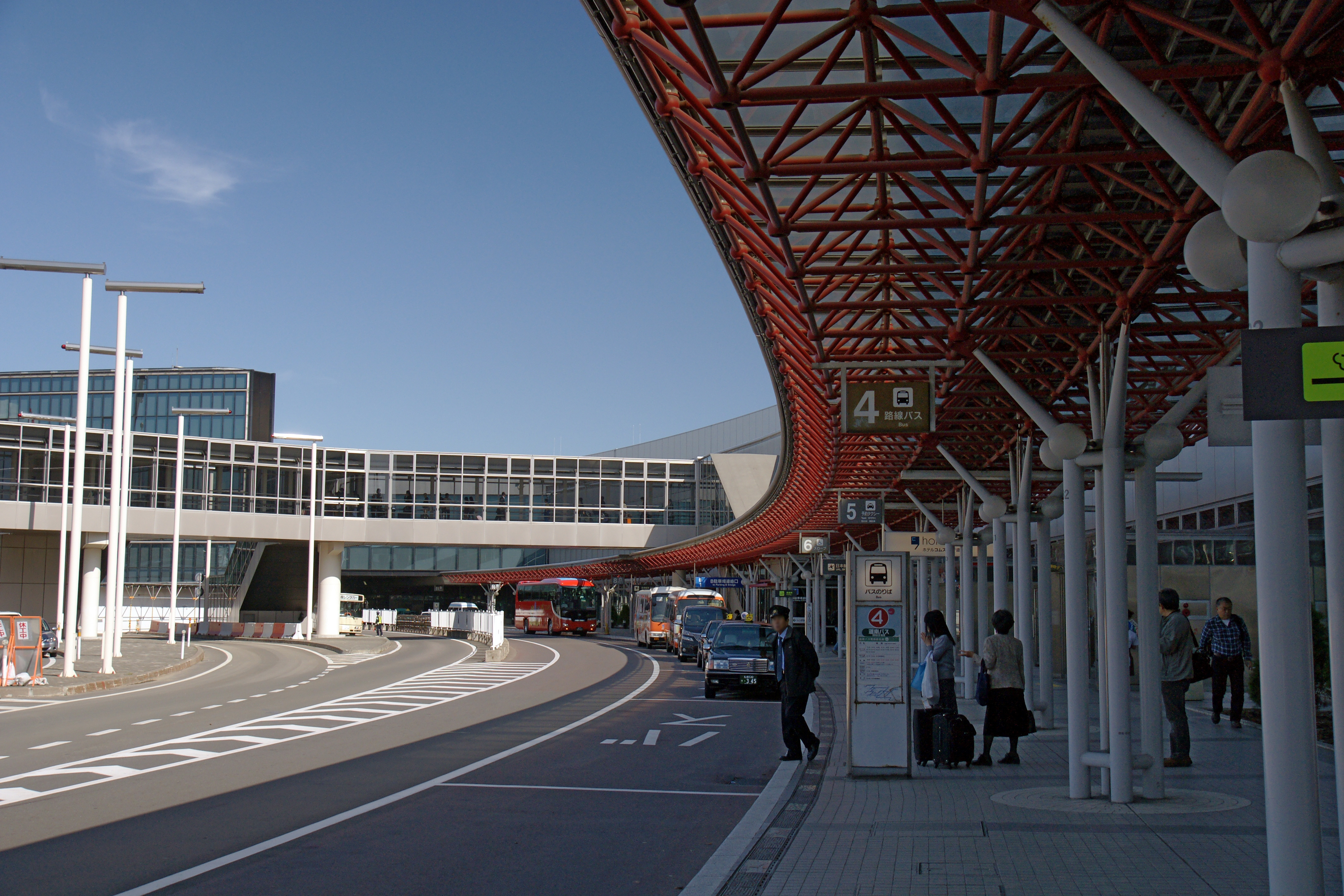
直至2011年5月31日，總部設於新千歳機場客運大樓

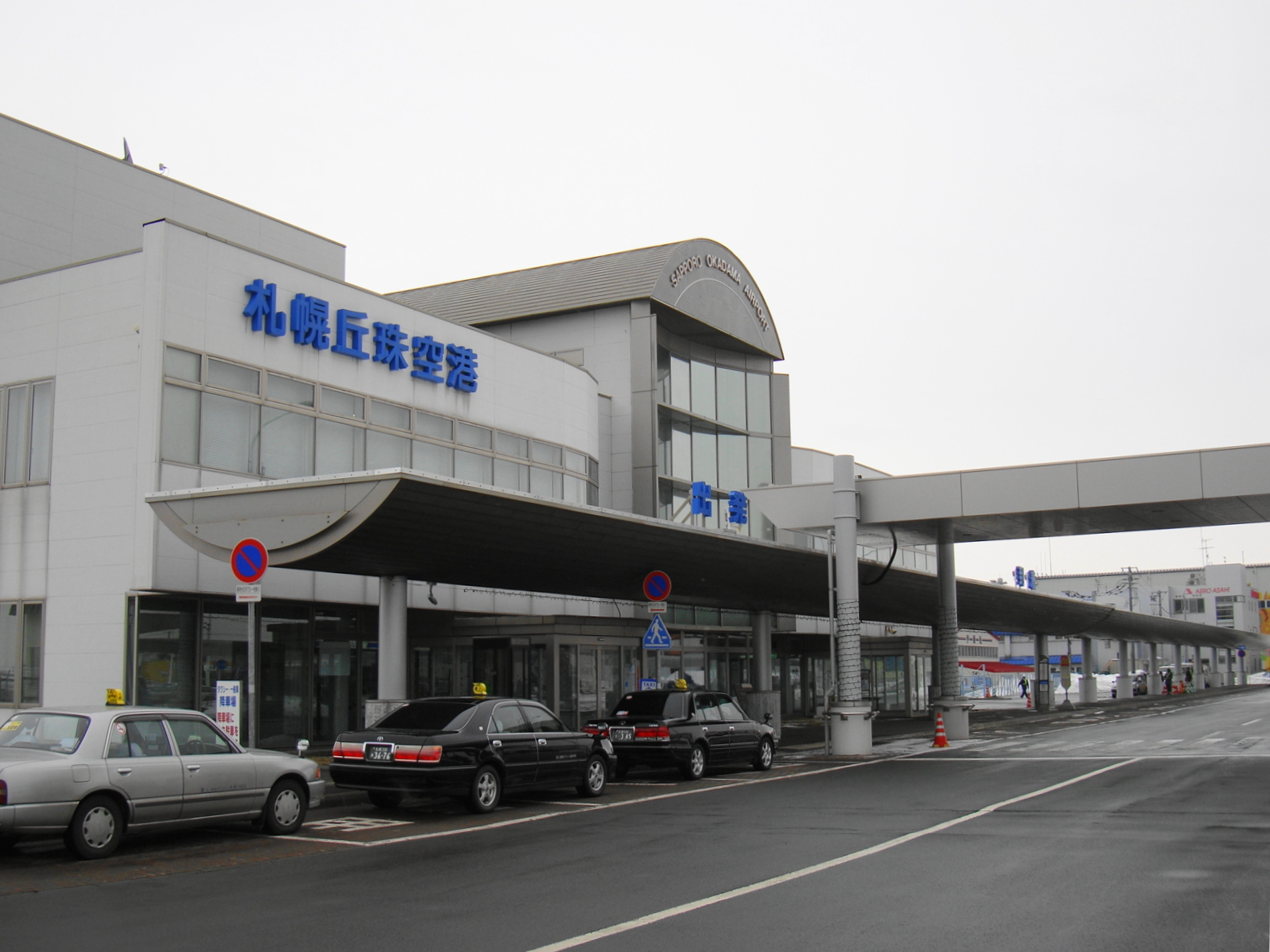
2011年6月1日，總部搬遷至丘珠機場客運大樓

北海道空中系統（日語：北海道エアシステム）是日本一家以札幌丘珠機場為基地的國內航空公司，成立於1997年，營運日本地區性航線為主。在脫離日航集團前，日本航空持有51%北海道空中系統的股權，餘下的由北海道廳擁有。它以前是日本佳速航空的子公司。再次與日航集團合併之後，目前也已加入寰宇一家成為聯屬成員。
日本航空於2009年9月11日宣布退出北海道空中系統經營，經過北海道議會等相關地方政府對JAL持有股份的購買爭議後，2011年3月31日北海道廳成為最大股東，其餘則由札幌市，北海道業務部等原產地的自治管理機構及日本航空等組成。
2011年3月，北海道空中系統脫離日航集團，並且啟用新標誌及新塗裝。
2013年9月，日本航空的股權比例將在2014財年中期提高至約51％，並將再次轉為子公司，與北海道協調。之後，日本航空推動協調，將HAC轉為子公司，並於9月份取得北海道廳同意，日本航空將重新獲得HAC在2011年向北海道和北海道商業公司出售的股份。
2014年10月22日召開的董事會會議上，北海道廳和其他企業向日航集團轉讓HAC股份已獲得批准，並於10月23日返回日航集團，北海道空中系統再次成為日航集團的子公司。
截至2022年3月31日為止，北海道空中系統持股比例如下：日本航空57.3%、北海道廳19.5%、札幌市役所13.5%。

## 航線
- 札幌（丘珠）─三澤、利尻、函館、釧路
- 函館─奥尻

## 機隊
截至2025年8月，北海道空中系統 平均機齡4.1年，機隊如下：

## 過去使用的飛機

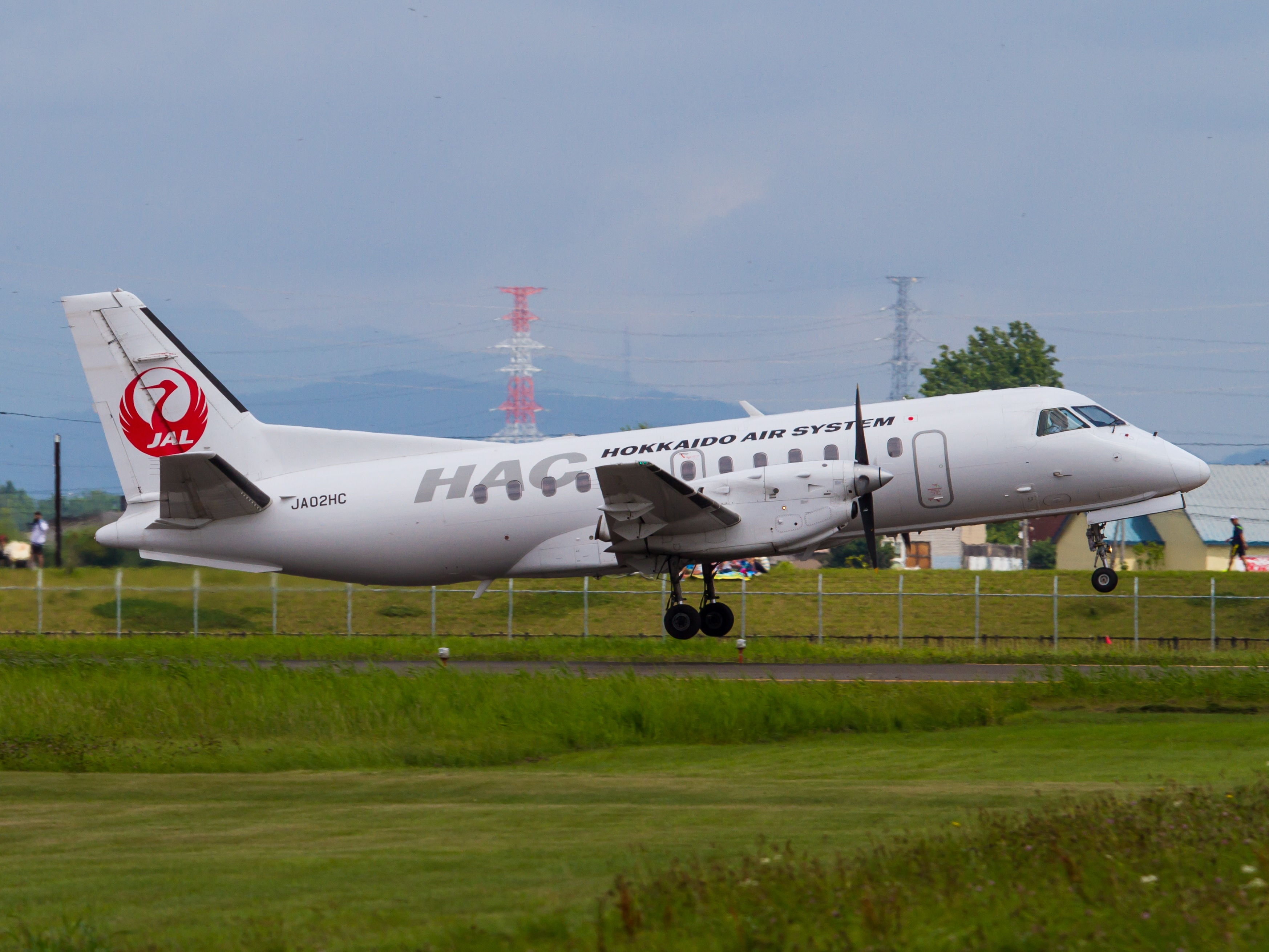
已退役的薩博340
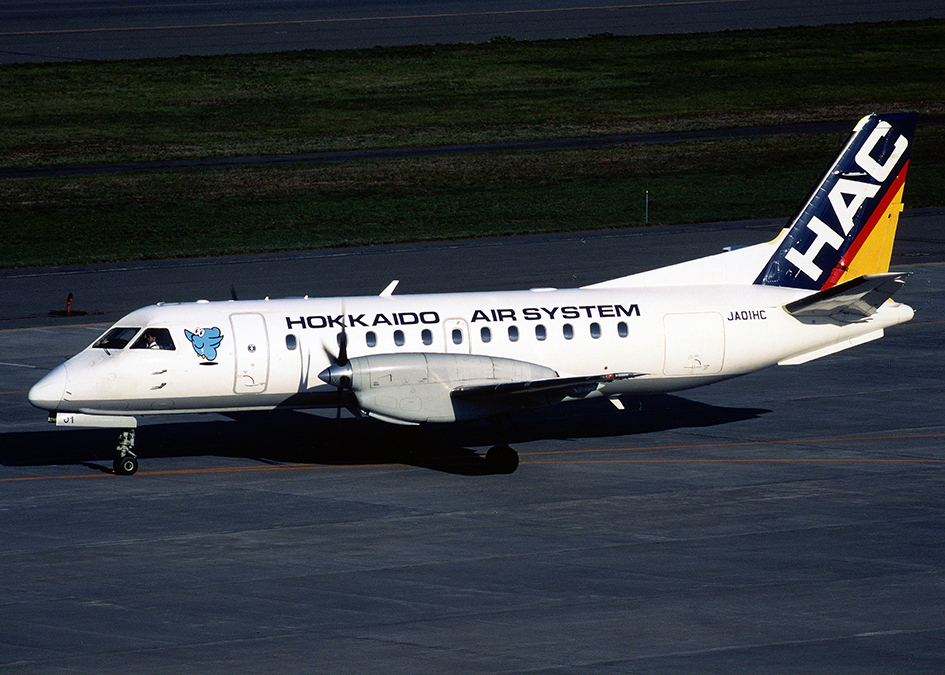
已退役的薩博340 JA01HC（2002年日本佳速航空時期的塗裝)

## 外部連結
- 北海道空中系統網站（页面存档备份，存于）（日語）